# Да обичам без закон
„Да обичам без закон“ (на испански: Por amar sin ley) е мексиканска теленовела, режисирана от Салвадор Гарсини и Алехандро Гамбоа и продуцирана от Хосе Алберто Кастро за Телевиса. Версията е базирана на колумбийската теленовела Законът на сърцето, създадена от Моника Агудело Тенорио и Фелипе Агудело. Продукцията е разделена в два сезона, като първият е излъчен през 2018 г., а вторият – през 2019 г.
В главните роли са Ана Бренда Контрерас и Давид Сепеда, а в поддържащите – Алтаир Харабо, Хосе Мария Торе, Мануел Балби, Виктор Гарсия, Серхио Басаниес и Илития Мансания, и в отрицателните роли са Хулиан Хил, Джералдин Басан, Пабло Валентин и Ева Седеньо. Специално участие вземат първите актьори Асела Робинсън, Летисия Пердигон, Роберто Байестерос и Гилермо Гарсия Канту.

## Сюжет
Това е историята на двамата адвокати, специализирали в семейното право, Рикардо Бустаманте и Алехандра Понсе, които, въпреки че преживяват разочарования и живеят в свят, в който любовта губи своята сила заради бракоразводните дела, които водят, все още вярват в истинската любов.
Историята започва, когато Алехандра е напът да се омъжи за адвоката Карлос Ибара, но най-щастливият ден в живота ѝ се превръща в кошмар, тъй като младоженецът е арестуван и обвинен в убийство.
Убита е стриптизьорката, която е била предната вечер на ергентското парти на Карлос, който е правил секс с нея. След като разбира за изневярата му, любовта на Алехандра към него изчезва.
От друга страна, Рикардо се развежда със съпругата си, Елена Фернандес, след като му е изневерила. За Рикардо най-болезнената част от развода е, че трябва да се раздели с децата на Елена, които, макар и да не са му биологични, ги обича с цялото си сърце, тъй като ги е отледал още от ранна детска възраст.
Независимо от личните си проблеми, Алехандра и Рикардо трябва да продължат работата си. Двамата се изправят един срещу друг в съдебната зала, като адвокати на две съдещи се страни. В съда те трябва да демонстрират своите способности и талант, за да се открие истината. След като вижда професионализма на Алехандра, Рикардо ѝ предлага работа в адвокатската кантора „Вега и съдружници“, в която работи. Малко по малко и след ежедневно общуване, започва да расте силна любов между двамата.

## Актьори
- Ана Бренда Контрерас – Алехандра Понсе Ортега
- Давид Сепеда – Рикардо Бустаманте
- Хулиан Хил – Карлос Ибара
- Джералдин Басан – Елена Фернандес
- Алтаир Харабо – Виктория Ескаланте
- Хосе Мария Торе – Роберто Морели
- Мануел Балби – Леонардо Моран
- Серхио Басаниес – Густаво Сото
- Виктор Гарсия – Хуан „Джони“ Лопес
- Гилермо Гарсия Канту – Алонсо Вега
- Пабло Валентин – Бенхамин Акоста
- Илития Мансания – Оливия Суарес
- Ева Седеньо – Летисия Хара
- Моисес Арисменди – Алан Паес
- Магда Карина – Соня Рейес
- Асела Робинсън – Паула Ортега
- Роберто Байестерос – Хайме Понсе
- Летисия Пердигон – Сусана Лопес
- Исабела Камил – Исабел
- Арлет Пачеко – Кармен
- Магда Карина – Соня
- Натали Уманя – Татяна
- Лурдес Мунгия – Лурдес
- Поли – Алисия
- Даниела Алварес – Фернанда
- Кариме Ябер – Наталия Бустаманте Фернандес
- Ямил Ябер – Федерико Бустаманте Фернадес
- Амаирани – Карина де Акоста

Гост-актьори
- Макария – Марсия Мунис
- Марко Муньос – Г-н Охеда
- София Кастро – Нора
- Марта Хулия – Денис
- Алейда Нуниес – Милена
- Рената Нотни – Анхела Паласиос
- Кармен Бесера – Лихия Сервантес
- Даниела Лухан – Валерия Самудио де Окампо
- Клаудия Тройо
- Мария Хосе Маган – Ана Мария
- Алекс Сирвент – Артуро Ернандес / Едгар Кардосо
- Хосе Рон – Рамон Валдес
- Жаклин Бракамонтес
- Мария Хосе – Патрисия Линарес
- Алфредо Адаме – Уго Артеага
- Алехандро Томаси – Николас Морели
- Жаклин Андере – Вирхиния Авалос
- Ернесто Гомес Крус
- Диего Отеро – Клаудио
- Хосе Карлос Руис – Армандо
- Ана Патрисия Рохо – Лина
- Андреа Торе – Нурия
- Тоньо Маури – Д-р Авалос
- Лисет Морелос – Мариана
- Хесус Очоа – Таксиметров шофьор
- Клаудия Акоста – Флорентина Гаридо
- Хосе Елиас Морено – Хоел Мунис
- Ернесто Д'Алесио – Агустин Техеда
- Сайде Силвия Гутиерес – Силвия
- Сесар Евора
- Фабиан Роблес – Г-н Перес
- Херман Гутиерес – Г-н Рамос
- Карлос Гатика – Родриго
- Лаура Кармине – Беренис де Аргудин
- Адал Рамонес – Алберто Аргудин
- Дана Гарсия – Фани Кирос вдовица де Валдес
- Педро Прието – Алфонсо
- Джошуа Гутиерес – Фермин Диас
- Едуардо Линян – Съдия Маруфо
- Глория Аура – Инес
- Рикардо Фастлихт – Г-н Мендес
- Давид Остроски – Саул Моралес
- Хаде Фрасер – Росио
- Хилберто Ромо – Даниела Сегура
- Алехандро Ибара – Дарио
- Пепе Оливарес – Грегорио Лара
- Хосе Карлос Фарера – Гутиерес
- Луис Хавиер – Маурисио Гутиерес
- Рикардо Паскуал – Нието
- Добрина Кръстева – Химена Беристайн
- Наталия Хуарес – Анита
- Нурия Бахес – Синтия
- Роберто Малта – Психиатър
- Франсиско Диас – Хоакин
- Габриела Самора – Гуадалупе
- Оскар Бонфилио – Бащата на Нурия
- Нора де Агила – Майката на Росио
- Ектор Крус – Бащата на Росио
- Аитор Итуриос – Оскар
- Аманда Либертад – Моника
- Марлене Фавела – Моника Алмасан/Вероника
- Марилус Бермудес – Исадора Фариета
- Елисабет Алварес – Юнис Алтамира
- Норма Ерера – Лукресия де Нориега
- Елвира Монсел – Еухения
- Марисол дел Олмо – Росио Ариола де Олгин
- Елена Рохо – Лусия Карвахал де Морели
- Летисия Калдерон – Фабиола Артемиса
- Крис Паскал – Ерик Галван

## Премиера
Премиерата на първия сезон на Да обичам без закон е на 12 февруари 2018 г. по Las Estrellas. Последният епизод е излъчен на 17 юни 2018 г. Вторият сезон започва на 3 март 2019 г. по Las Estrellas и завършва на 5 юли 2019 г.

## Версии
- Законът на сърцето, колумбийска теленовела, продуцирана в периода 2016 – 2019 г. от RCN Televisión, с участието на Лусиано Д'Алесандро и Лаура Лондоньо.